# Maisto
Maisto è una azienda con sede in California ma di origine cinese; il capogruppo May Cheong Group ha infatti sede a Hong Kong. Produce modellini in scala di automobili e di aerei. Produce anche una serie di prodotti su licenza Tonka.
Nel 2005, la Maisto ha acquistato la Bburago, storica azienda italiana operante nel settore.
Il marchio è stato acquistato nel 1990 dalla cinese May Cheong Group (proprietaria anche dei marchi Bburago e Polistil).